# L'Incompris
Cet article possède un paronyme, voir Un incompris.
Ne doit pas être confondu avec L'Innocent (film, 1976).
Pour plus de détails, voir Fiche technique et Distribution.
L'Incompris (Incompreso) est un film italien réalisé par Luigi Comencini, sorti en 1966. 
Le scénario est une adaptation du roman Misunderstood, publié en 1869 par l'autrice britannique Florence Montgomery (en). Son œuvre explorait de façon novatrice la psychologie de l'enfant et fut un grand succès de librairie en Italie avec dix éditions entre 1881 et 1924. 
La situation d'incompréhension, qui donne son titre au film, est celle de l'aîné d'une fratrie dont le père pense que la disparition de son épouse va essentiellement affecter le cadet. En réalité, cet aîné est, au contraire, beaucoup plus fragile. Remarquable observateur des différentes phases de l'enfance, Luigi Comencini soulignait, pour sa part, que « les enfants plus jeunes ont une espèce de dureté naturelle qui leur permet de résister, alors qu'en grandissant ils deviennent plus vulnérables… ».

## Synopsis
Le consul du Royaume-Uni à Florence, Sir John Edward Duncombe, vient de perdre sa femme. Il apprend la triste nouvelle à Andrea, son fils aîné de onze ans, avec l'instruction de ne rien dire à son frère cadet -  Milo, cinq ans - qui doit continuer à croire sa mère en vacances et en bonne santé. Les deux enfants, très liés l'un à l'autre, passent leurs journées à s'amuser comme des fous, usant la patience de gouvernantes dépassées par leur turbulence. Le père, toujours retenu par ses fonctions, juge hâtivement Andrea. Il croit son fils insensible alors que celui-ci feint l'indifférence pour mieux cacher son chagrin. Andrea souffre en silence de la préférence marquée de son père pour Milo, bambin capricieux et charmant.
Heureusement, l'oncle Will vient passer quelques jours à la villa. Andrea sympathise avec le vieil homme qui comprend si bien la solitude et le désarroi de son neveu qu'il conseille à son frère d'être plus attentif et paternel à l'égard de son fils aîné. Duncombe emmène alors Andrea à son bureau, projette un voyage à Rome avec lui. Le gamin est ravi. En fait, le petit Milo est jaloux et s'ingénie à retrouver l'exclusivité de l'affection paternelle. Il y réussit pleinement car il a pris froid et doit se faire opérer des amygdales. Le voyage à Rome est annulé, Duncombe est à nouveau fâché et Andrea plus seul que jamais.
Au retour de ses père et frère, Andrea, pour se prouver qu'il est un homme, va au bout de son «  audaciomètre », cette branche d'arbre vermoulue qui surplombe la mare. La branche casse et, la colonne vertébrale brisée, Andrea meurt dans la villa, sous le portrait de sa mère après que Duncombe, bouleversé, lui a dit enfin : « Tu es vraiment le fils que tout père voudrait avoir. »

## Fiche technique
- Titre : L'Incompris
- Titre original : Incompreso - Vita col figlio
- Réalisation : Luigi Comencini
- Scénario : Leonardo Benvenuti et Piero De Bernardi avec la collaboration de Lucia Drudi Demby et Giuseppe Mangione, d'après le roman Misunderstood / (L') Incompris de Florence Montgomery (en) publié en 1869
- Production : Nello Meniconi
- Distribution : Cineriz (Italie), Planfilm (France)
- Musique : Fiorenzo Carpi, direction Bruno Nicolai (éditions musicales C.A.M.) ; 2e mouvement adagio du Concerto pour piano no 23 en la majeur K.488 de Mozart
- Photographie : Armando Nannuzzi
- Décors : Ranieri Cochetti
- Montage : Nino Baragli
- Synchronisation : Safa Palatino
- Pays d'origine :  Italie
- Langue : italien
- Tournage : extérieurs à Florence (Arretri, via della Torre del Gallo, lungarno Torregiani, Ponte Vecchio, via Sogliano)
- Format : couleurs (Technicolor) - Mono - 35 mm - format d'image 1,85:1 - métrage 3 730 m
- Genre : drame
- Durée : 105 minutes
- Dates de sortie : 
  - Italie : 19 décembre 1966
  - France : 
    - mai 1967 au Festival de Cannes,
    - 31 juillet 1968 en salles.
- Affiche : Jouineau Bourduge (France)

## Distribution

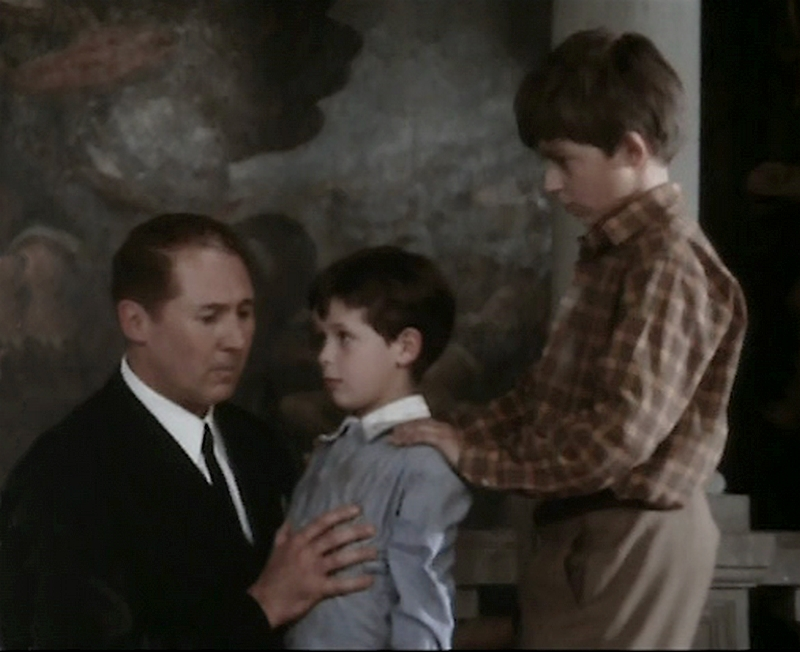
Le consul (Anthony Quayle) et ses deux enfants.

- Anthony Quayle : Sir John Edward Duncombe
- Stefano Colagrande : Andrew Duncombe (Andrea en VO)
- Simone Giannozzi : Matthew Duncombe (Milo en VO)
- John Sharp : l'oncle William
- Adriana Facchetti : Luisa
- Silla Bettini : le judoka
- Rino Benini : Casimiro
- Giorgia Moll : Judy
- Graziella Granata : Dora
- Anna Maria Nardini
- Franco Fantoni

## Récompenses
Le film reçut plusieurs récompenses aux David di Donatallo 1967 : prix du meilleur réalisateur pour Luigi Comencini, prix spéciaux pour les acteurs Stefano Colagrande et Simone Giannozzi. Comencini fut par ailleurs nommé la même année pour la Palme d'or. En 1968, le Syndicat national italien des journalistes de cinéma nomma les quatre scénaristes pour le prix du meilleur scénario et décerna à Armando Nannuzzi le Ruban d'argent de la meilleure photographie pour un film en couleurs.

## Réception
L'Incompris fut condamné par la critique avec une quasi-unanimité lors du festival de Cannes 1967 jusqu'à être dénoncé comme « une œuvre assez répugnante » (Ginette Gervais, Jean Delmas, Jeune cinéma) :

« On n’a pas le droit de venir tripoter avec de grosses mains d’adultes ce royaume interdit, ce monde mystérieux de l’enfance [...] Ce cinéma-là, c’est vraiment le pire, celui pour lequel on se doit de n’avoir aucune indulgence, parce qu’il ne mérite aucun respect. »

— Frantz Gévaudan, Cinéma 67 (juin 1967)

« L’Incompris n’avait pas sa place dans un festival et a été hué par la majorité des critiques. Le plus navrant de ce film commercial, c’est la façon avec laquelle Luigi Comencini a exploité les pires effets mélodramatiques pour spéculer sur la sensibilité de spectateurs faciles à attendrir […] pendant près de deux heures, ils [les enfants] nous ont fait assister à un incroyable numéro de cabotinage et de niaiserie. »

— Yvonne Baby, Le Monde

Le 31 juillet 1968, le film sortit sans succès en version française non doublée dans trois salles parisiennes sous le titre Mon fils cet incompris. Si La France Catholique, sous la plume d’André Besseges, parla de « galère » et d’ « histoire navrante », il se trouva des défenseurs du film, parmi lesquels Jacques Siclier dans Télérama (« un mélo traité avec franchise et délicatesse ») ou Bertrand Tavernier dans Positif (« un sujet d’une importance extrême […] dont Comencini tire des accents non seulement déchirants mais encore extrêmement vraisemblables »).
Il fallut attendre que Comencini soit reconnu comme un des peintres les plus sensibles de l'enfance pour que L'Incompris reçoive un jugement favorable. Une nouvelle sortie en France en 1978 fut un triomphe critique et public : « émouvant et rigoureux », « l'œuvre d'un grand moraliste », « des accents déchirants », « le feu sous la glace ». Quelque temps après l'avoir réalisé, Comencini lui-même qualifia son film de « machine à faire pleurer ».

« On pleure à ce film, on ne peut pas faire autrement. On pleure de voir si justement exprimés les états successifs de l'enfance, l'incompréhension dont peut-être victime un pré-adolescent, l'incompréhension dont peut faire preuve un père - pourtant aimant - à l'égard de son fils. La faillite de l'éducation et de la famille traditionnelle est toujours au cœur des grandes œuvres de Comencini. »

— Jacques Siclier, Le Monde

Le succès fut tel qu'un remake américain, Misunderstood, titré Besoin d'amour en français, fut réalisé par Jerry Schatzberg en 1984 avec Gene Hackman dans le rôle du père.